# Limbourg
Limbourg (französisch; niederländisch und deutsch Limburg) ist eine Stadt in Belgien, Provinz Lüttich, Bezirk Verviers. Sie hat 5680 Einwohner (2008) und eine Fläche von 24,63 km². Zu dem Ort gehören die Teilgemeinden Dolhain, Bilstain, Goé und Hèvremont (die ripuarischen Namen dieser Orte sind Daelheim, Bilstein, Gulcke und Heverberg). Limbourg war Keimzelle des historischen Herzogtums Limburg, nach dem die heutigen niederländischen und belgischen Provinzen Limburg im 19. Jahrhundert benannt wurden.

## Geschichte

### Mittelalter
Die Burg Limburg (so die übliche Schreibweise bis Ende des 18. Jahrhunderts) war ab ca. 1020 Sitz der Grafen und späteren Herzöge von Limburg. Nach dem Tod des letzten Herzogs im Jahr 1280 und seiner Erbtochter im Jahr 1283 entbrannte der Limburger Erbfolgestreit, der in der Schlacht von Worringen seinen kriegerischen Höhepunkt fand. Die Herzöge von Brabant, die Gewinner dieser Schlacht, führten seitdem den Titel des Herzogs von Limburg.

### Frühe Neuzeit
Ab 1522 gehörte Limburg zu den Spanischen Niederlanden. Nach der Reformation entstand in Limburg eine bedeutende protestantische Gemeinde. Die Stadt entwickelte sich im zweiten Drittel des 16. Jahrhunderts zu einem protestantischen Zentrum im Osten des wallonischen Landes. 1566 erhoben sich die Bürger von Limburg, wie auch in anderen Städten des Herzogtums Limburg, gegen die spanische Herrschaft. Vom August 1566 bis zur spanischen Rückeroberung durch die Truppen des Herzogs von Alba im März 1567 war Limburg eine kleine reformierte Republik. Pastor Franz Junius der Ältere predigte mehrere Monate in der Kirche Saint-Georges. Im Laufe der Jahrhunderte geriet diese Stätte wieder in Vergessenheit.
Im Holländischen Krieg nahmen französische Truppen im Jahr 1675 die Festung Limburg ein. Durch den Frieden von Nimwegen 1678 wurde die Zugehörigkeit von Limburg zu den Spanischen Niederlanden wiederhergestellt. Die französischen Truppen räumten die Stadt. Im Spanischen Erbfolgekrieg übergab der bayerische Kurfürst Maximilian II. Emanuel, der damals Generalstatthalter der Spanischen Niederlande war, 1702 die Festung Limburg den Franzosen. Doch nur ein Jahr später eroberten britische, niederländische und hessische Truppen unter dem Kommando des Duke of Marlborough die Festung Limburg und vertrieben die Franzosen. Danach verlor die Festung jegliche militärische Bedeutung. 1781 wurde die Festung und Burg geschleift.

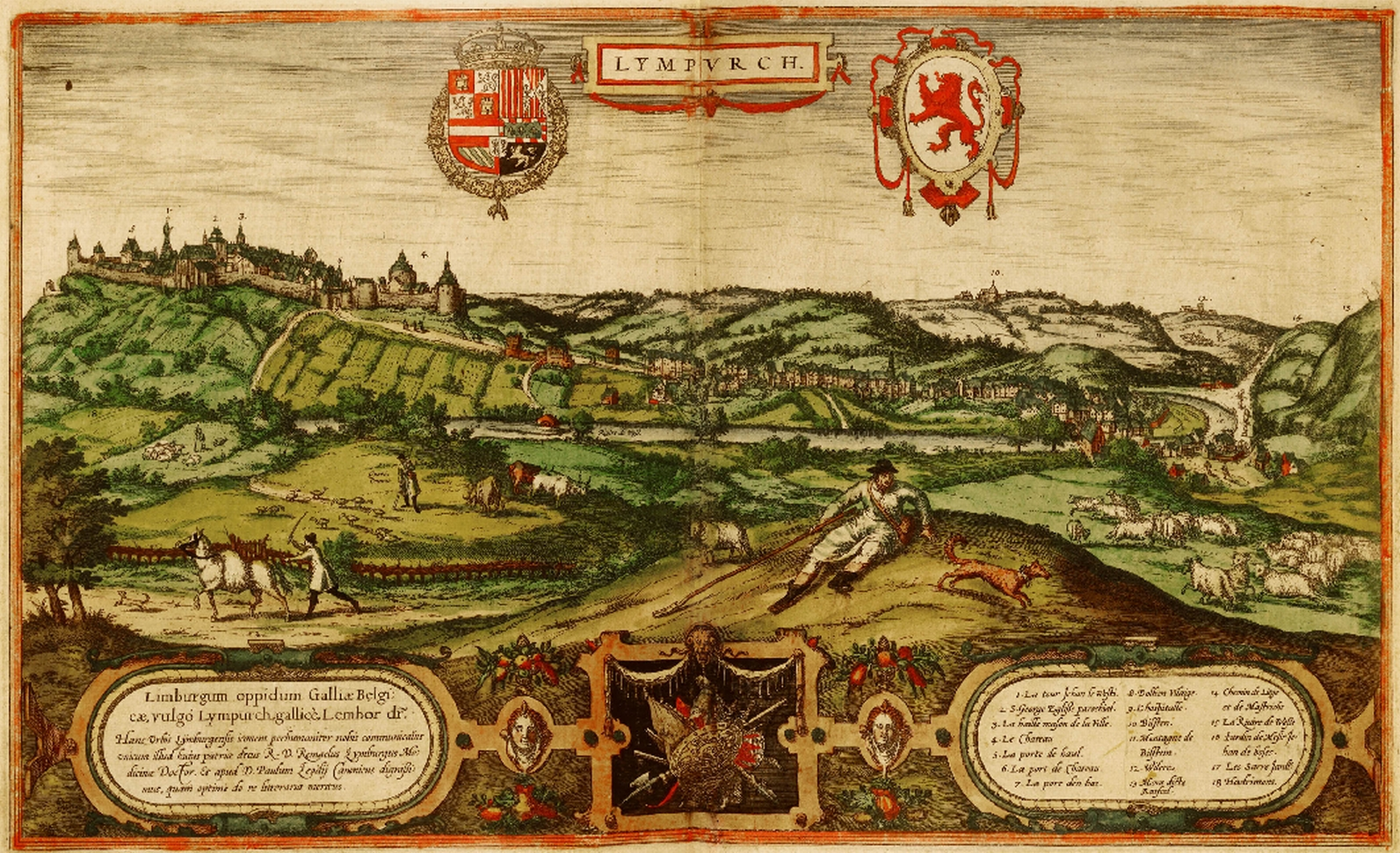
Limburg in Civitatis Orbis Terrarum von Georg Braun 1575
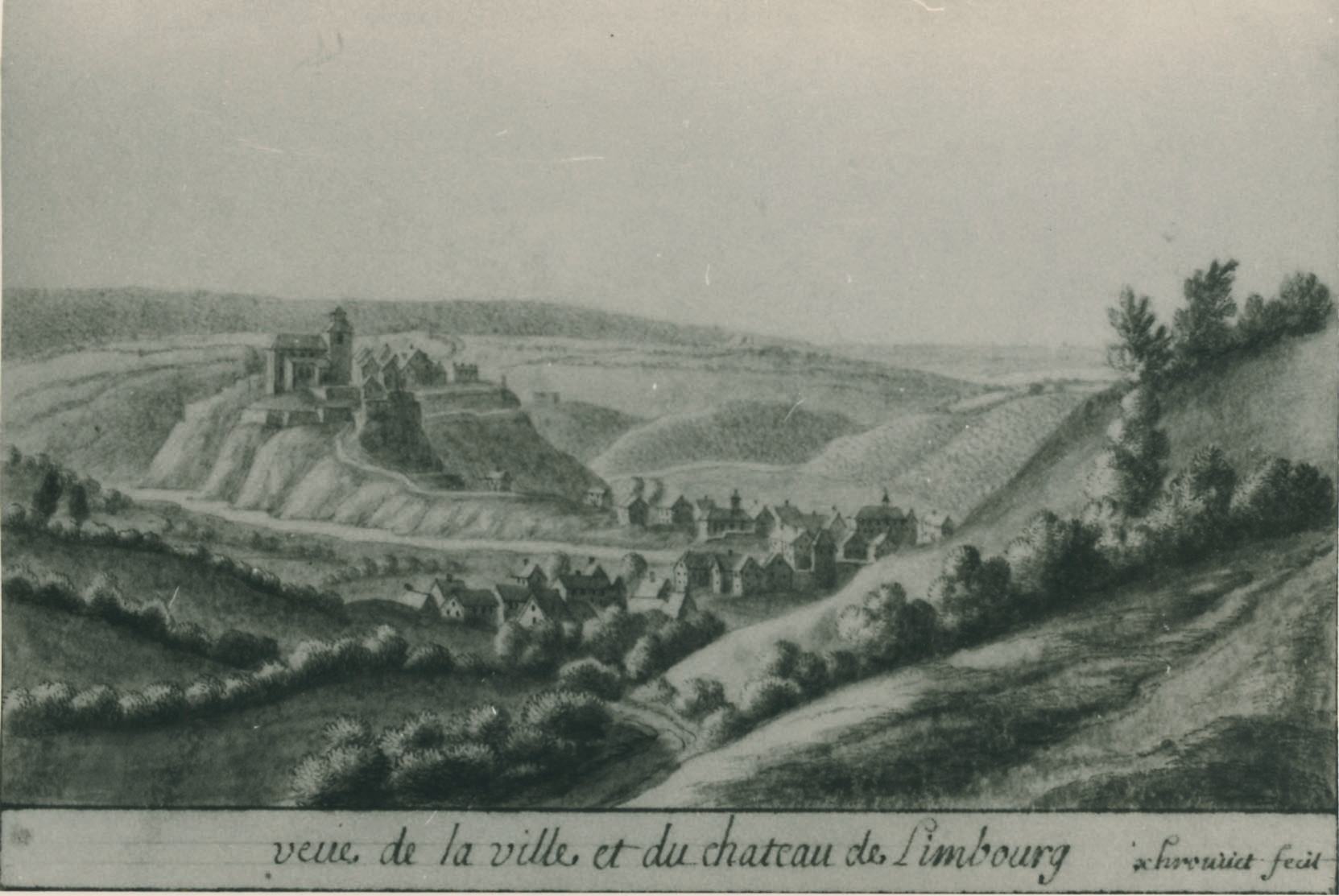
Stadt und Burg Limburg, Kupferstich von Joseph Xhrouet (1711–1749)
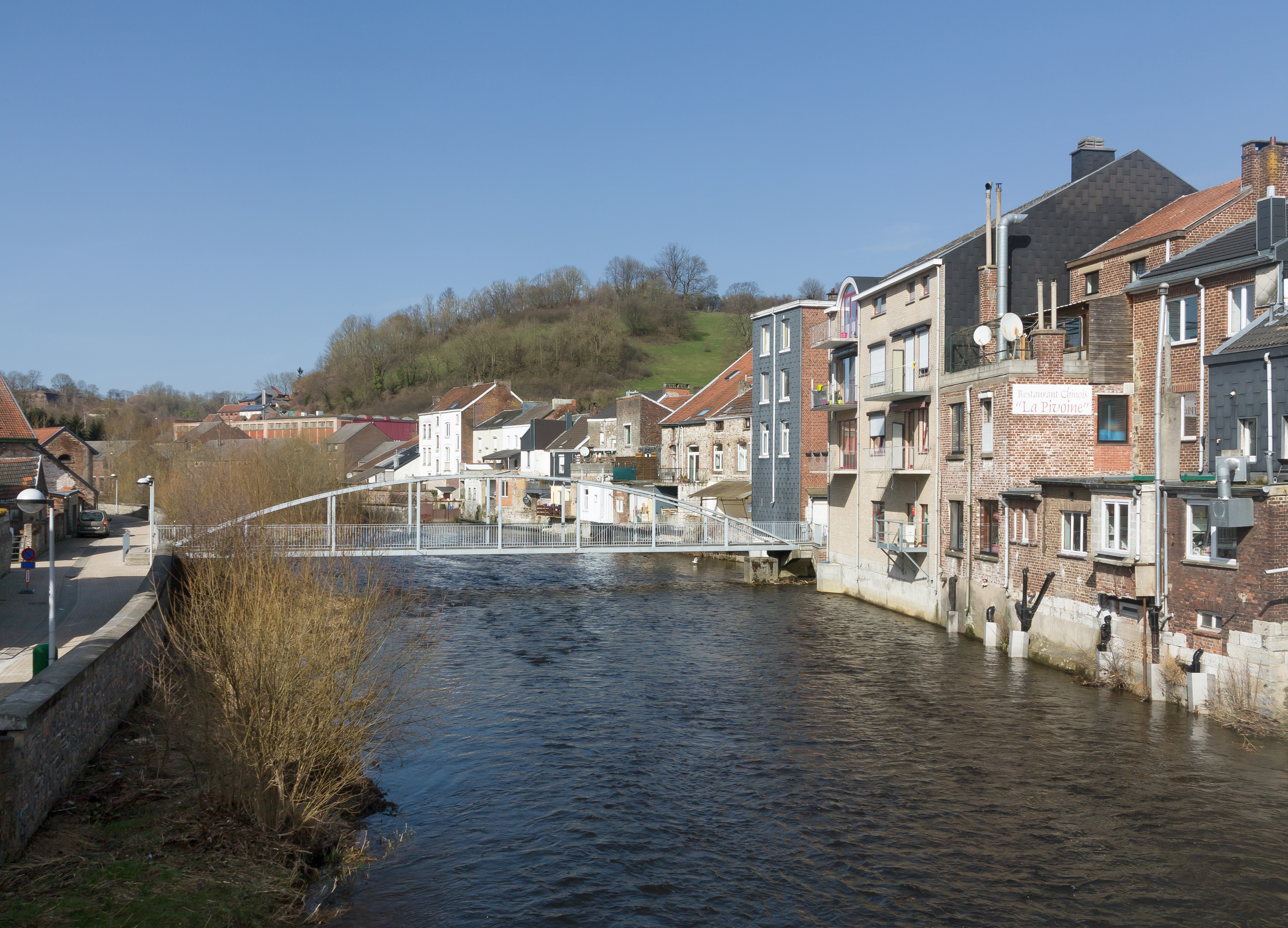
Die Weser (la Vesdre) in Limbourg

### 19. und 20. Jahrhundert

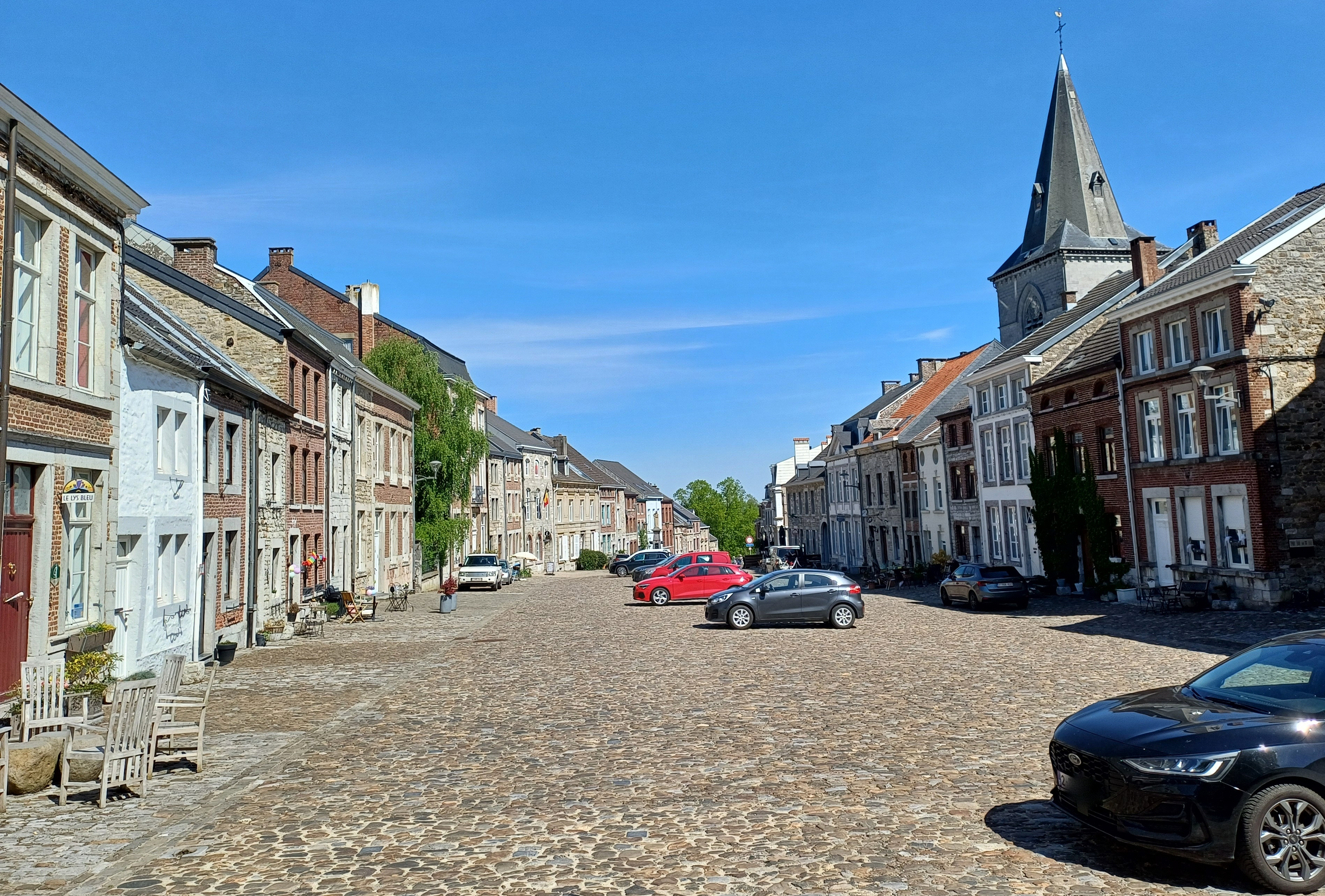
Place Saint-Georges

Am Fuße des Festungshügels von Limburg entwickelte sich ab dem 19. Jahrhundert entlang der Weser eine florierende Textilindustrie. 1834 zerstörte eine Feuersbrunst die Ortschaft, nur zwölf Gebäude blieben übrig. 1887 wurde die in der Nähe des Ortes liegende Gileppetalsperre durch König Leopold II. von Belgien eingeweiht. Bereits sein Vater Leopold I. war gelegentlicher Gast auf dem Jagd-Schloss Goé.
Zwischen 1891 und 1896 wurde die Eisenbahnlinie Verviers – Aachen bei Limburg gebaut; in der Gemeinde Dolhain wurden dafür zwei Bahnhöfe gebaut. Eine Zweiglinie der Bahnstrecke wurde nach Eupen geführt.
Im Ersten Weltkrieg und Zweiten Weltkrieg wurden Teile Limbourgs und Dolhains (Daelheim) verwüstet. Von 1967 bis 1971 wurde die Gileppetalsperre modernisiert. 1976 schlossen die letzten Textilfabriken in der Ortschaft Dolhain. 1977 gemeindete Limbourg die Nachbargemeinden Dolhain, Bilstain, Goé und Hèvremont ein, das Rathaus der Gemeinde wird nach Dolhain verlegt.
Der historische Ortskern der Oberstadt von Limbourg hat seine alte Bausubstanz bis heute weitgehend bewahren können. Auf der Place-St. Georges steht eine 300 Jahre alte Linde.

### 21. Jahrhundert
Durch das Hochwasser in West- und Mitteleuropa 2021 wurde ein Großteil der unteren Stadtteile (Dolhain) schwer getroffen.

## Verkehr
Der örtliche Haltepunkt an der Bahnstrecke Lüttich–Aachen heißt Dolhain-Gileppe. Westlich des Haltepunkts befindet sich mit dem 1842 erbauten Viadukt über das Wesertal eines der größten Kunstbauwerke dieser Strecke.
| Linie | Verlauf | Takt Mo–Fr | Takt Sa, So |
| ----- | --- | ---------- | ----------- |
| S 41  | Liège-Saint-Lambert – Liège-Guillemins – Pepinster – Verviers-Central – Dolhain-Gileppe – Welkenraedt – Aachen Hbf | 60 min     | 60 min      |

## Sehenswürdigkeiten im Oberdorf (Ville Haute)
- Außerhalb der alten Stadtbefestigung und unterhalb der Kirche Saint-Georges liegt der historische Friedhof. Die Kirche liegt auf einem schroffen Felsen und ragt imposant über den alten und sehenswerten Grabstätten des Ortes steil in den Himmel.
- Der Place Saint-Georges ist der zentrale Ortskern. Bemerkenswert ist sein Pflasterbelag aus Wesersteinen. Der langgezogene Platz wird von Häusern vorwiegend aus dem 17. und 18. Jahrhundert aus Kalkstein, Bruchstein oder verputzten Backsteinen mit Sockeln aus Kalkstein gesäumt.
- Marienbrunnen auf dem Place Saint-Georges. Die Statue wurde von Joseph Gérard de Polleur geschnitzt und am 29. Mai 1960 aufgestellt als Ersatz für eine alte gusseiserne Statue, die 1875 von dem Lütticher Bildhauer De Tombay angefertigt worden war.
- Naturdenkmal alte Dorflinde, sie wurde um 1713 gepflanzt
- Die Festungsanlagen des Oberdorfes mit Mauern und Wällen, Wachtürmen und Kasematten
- Château Poswick aus dem 18. Jahrhundert am „Porte d’Ardenne“, dem südlichen und strategisch bedeutungsvollen Punkt der Festungsanlagen des Oberdorfes
- Château Féodal aus dem 19. Jahrhundert mit großem Park auf dem Areal einer alten Burganlage von Herzog Waleram von Limburg

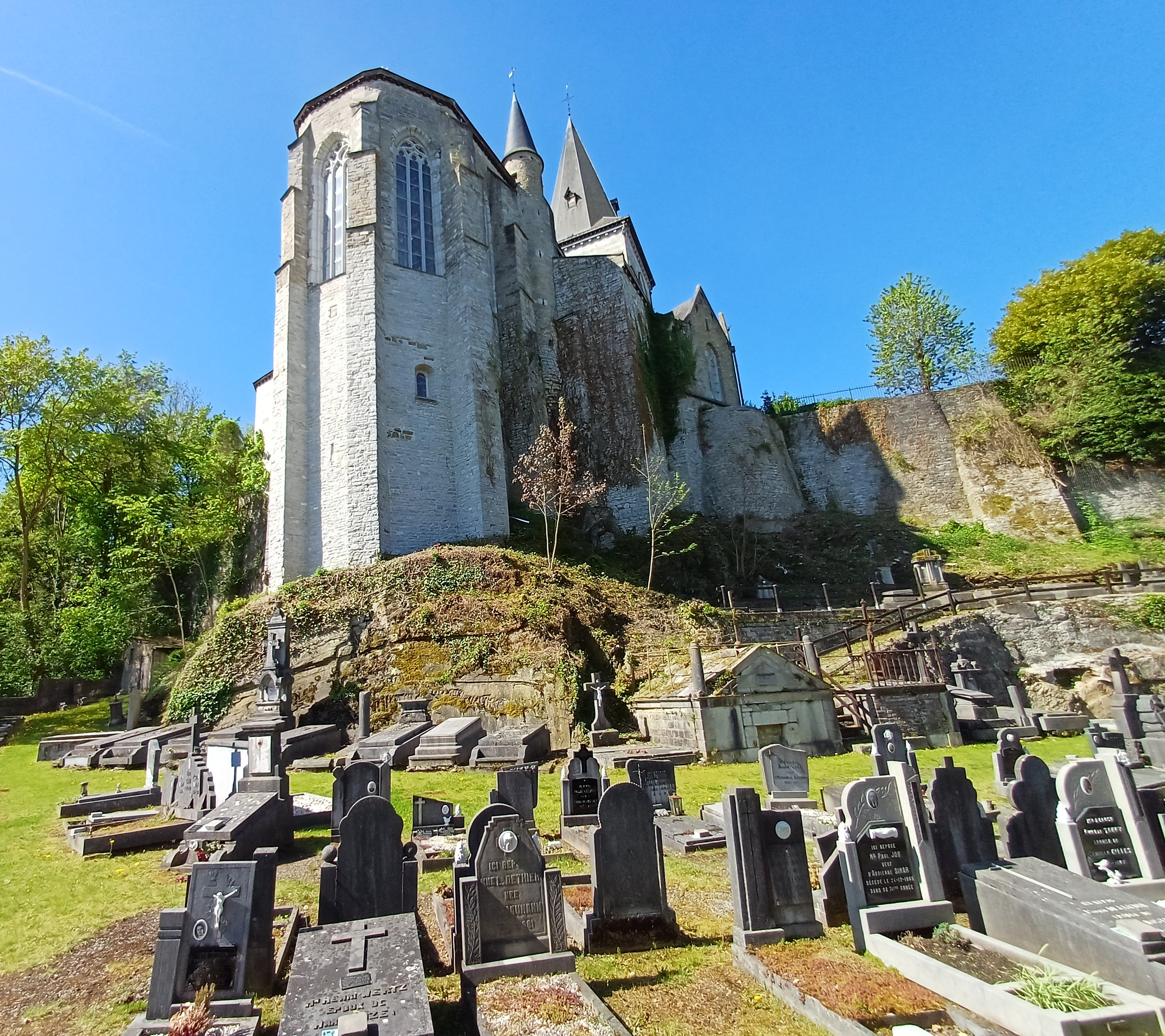
Rückseite St. Georg mit historischem Friedhof
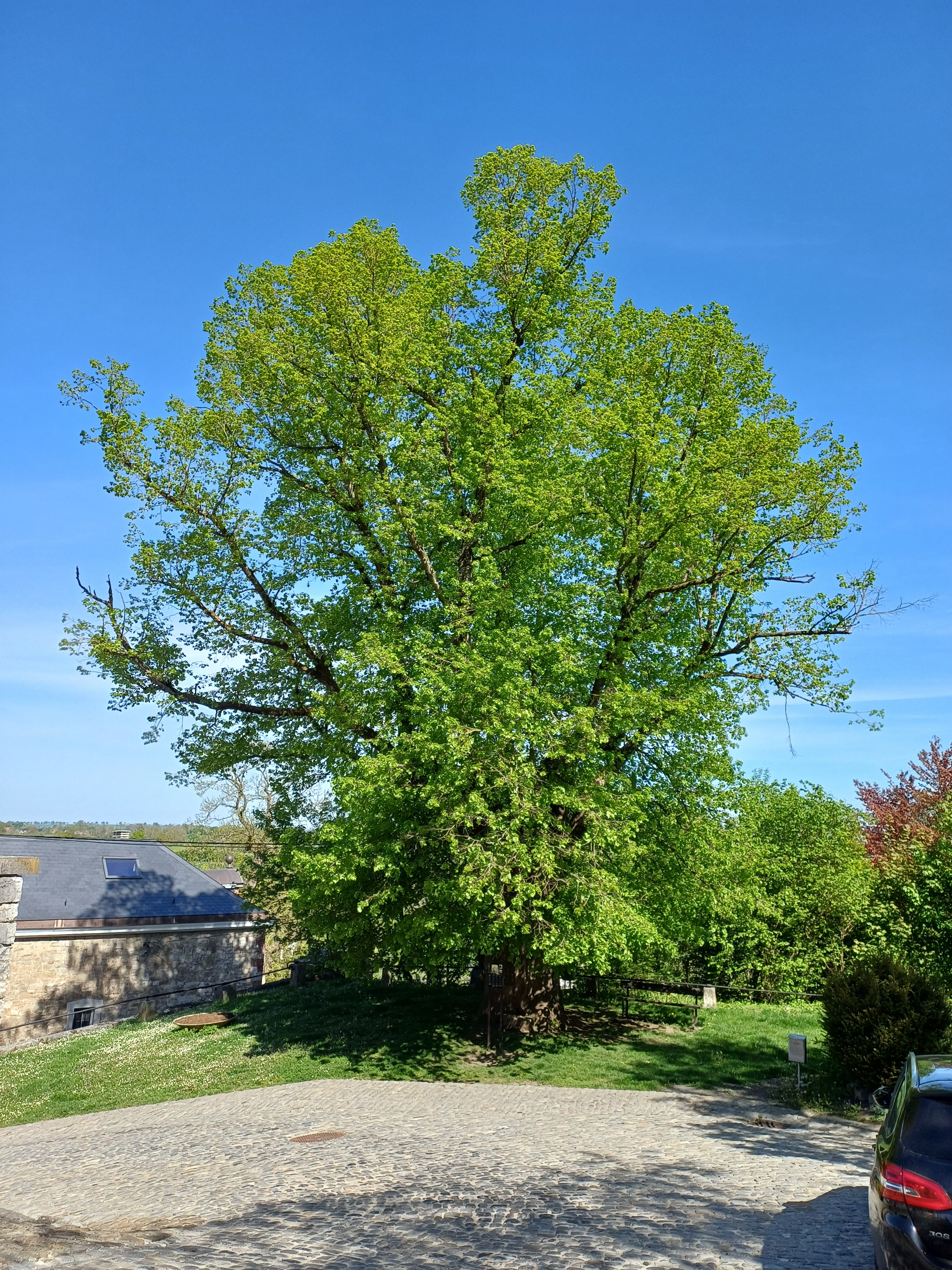
Alte Dorflinde
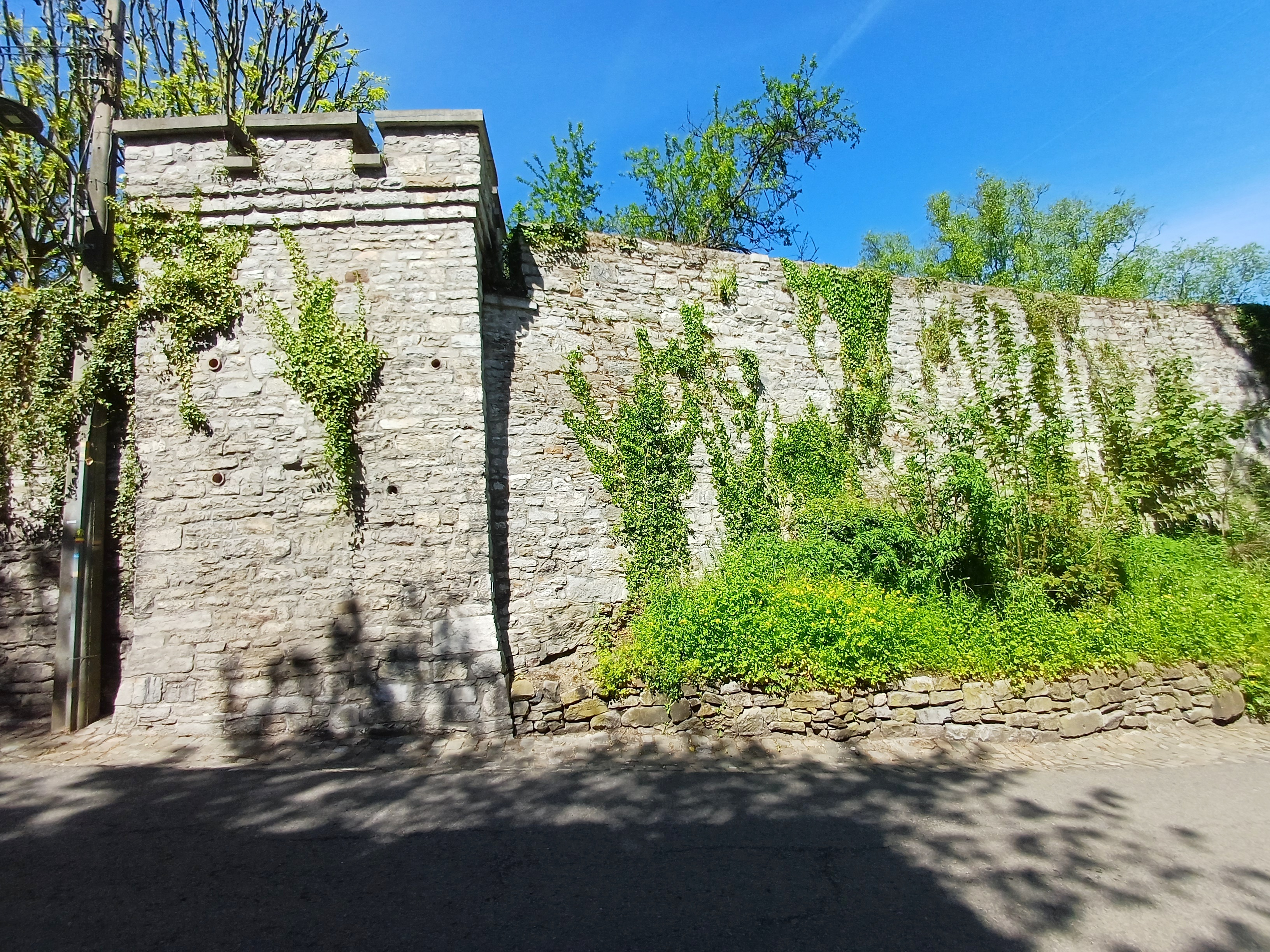
Alte Stadtmauer
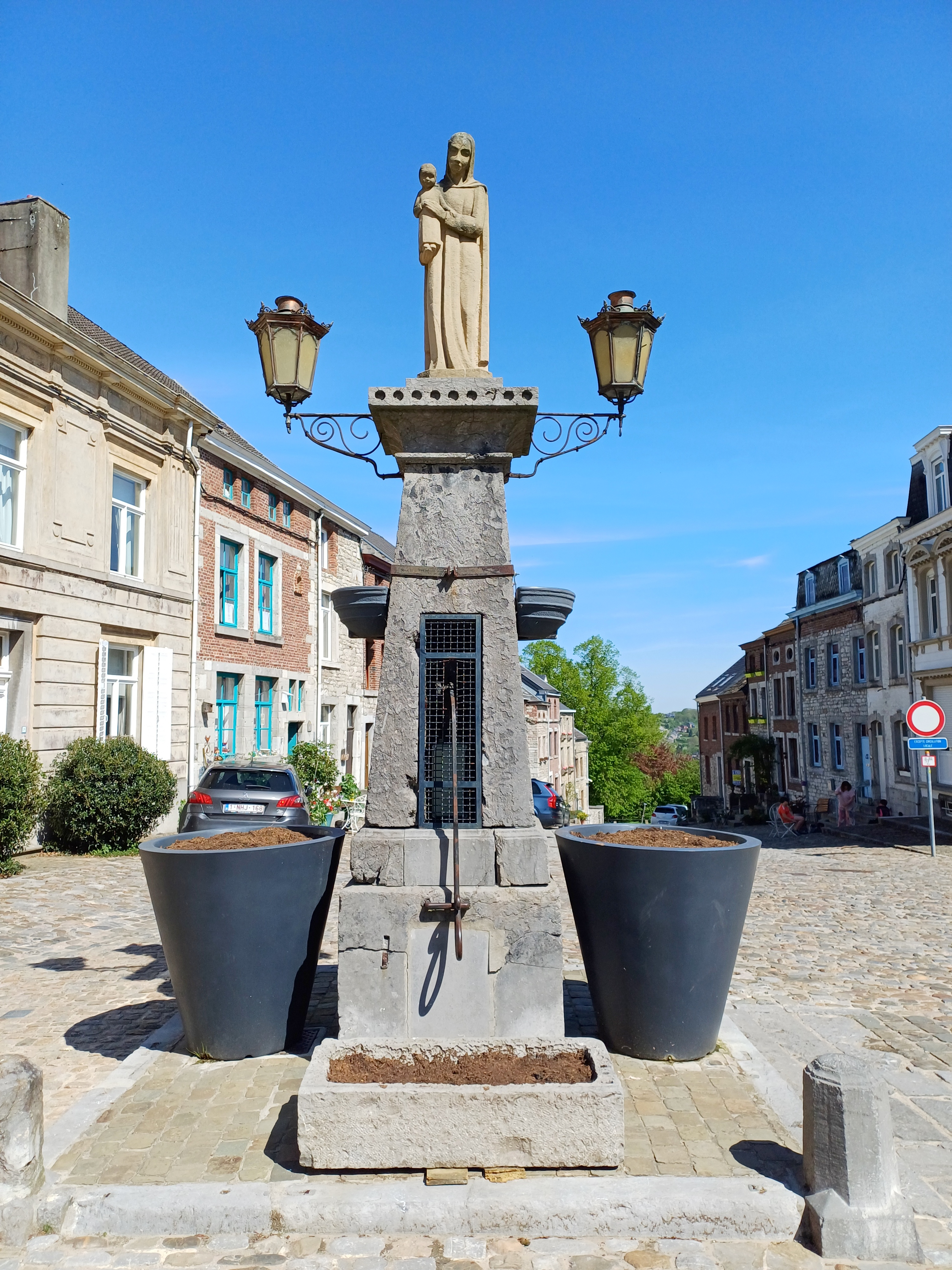
Marienbrunnen
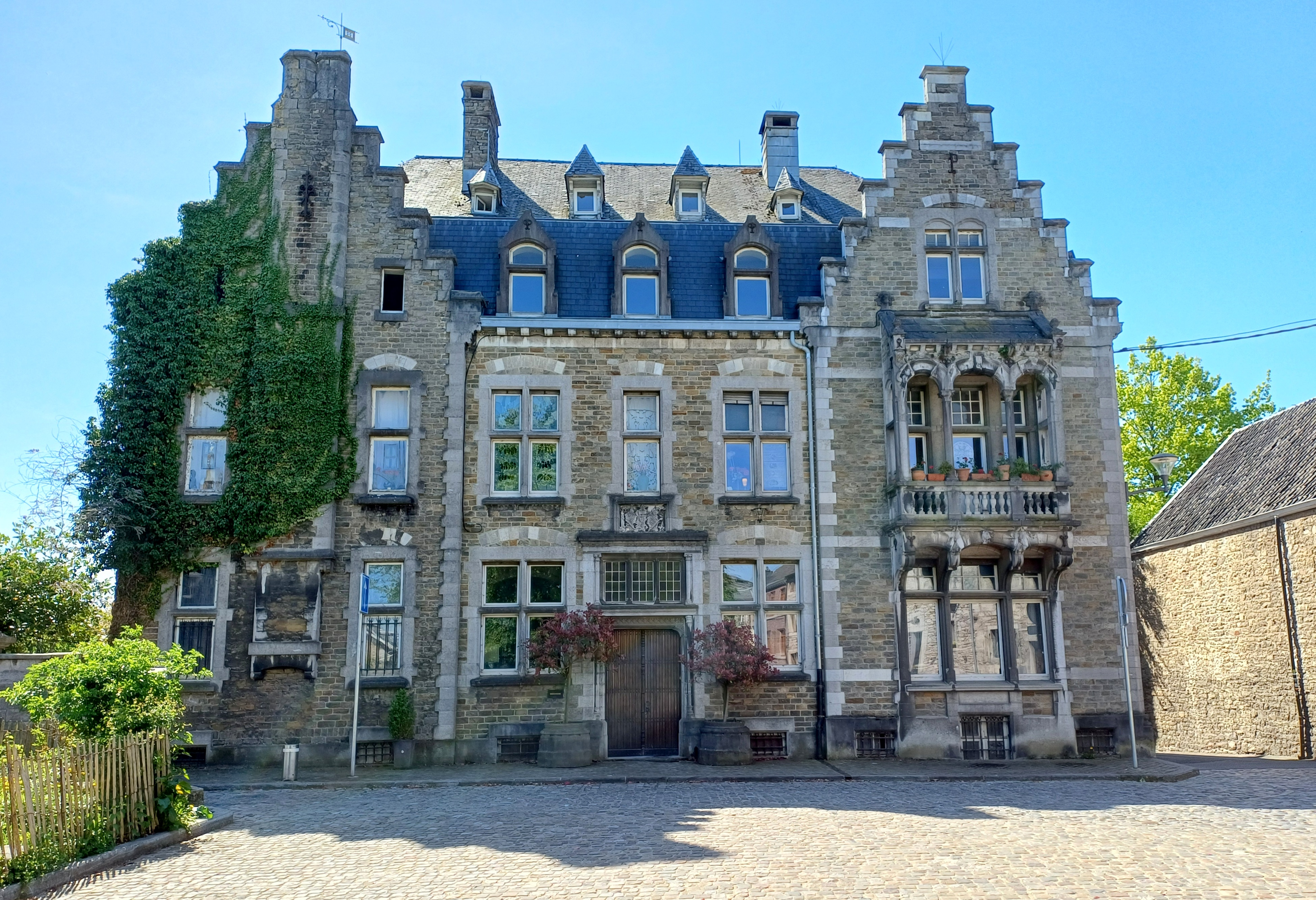
Château Poswick

## In Limbourg geboren
- Théophile Lepage (1901–1991), Mathematiker
- Jules Marchal (1924–2003), Diplomat und Historiker